# Grænselandet
Grænselandet er en dansk dokumentarfilm fra 2013, der er instrueret af Jarl Sidelmann efter eget manuskript.

## Handling
Filmen handler om spirituelle kriser, psykoser i forbindelse med meditation og kundalinifænomenet.